# Sora no Manimani
Sora no Manimani (宙のまにまに) là loạt manga được thực hiện bởi Kashiwabara Mami, đã đăng trên tạp chí Afternoon của Kodansha từ tháng 11 năm 2005 đến tháng 9 năm 2011. Các chương sau đó được tập hợp lại và phát hành thành 10 tankōbon. Cốt truyện xoay quanh Ōyagi Saku một anh chàng mọt sách người vừa trở về quê để sinh sống, thì ngay lập tức trong ngày nhập học đầu tiên anh đã bị Akeno Mihoshi một cô bạn thời thơ ấu vốn rất hiếu động và yêu thích ngắm sao lôi vào câu lạc bộ thiên văn của trường. Từ đó anh kết bạn với các thành viên trong câu lạc bộ cũng như tìm thêm các thành viên mới có sở thích ngắm bầu trời về đêm.
Studio Comet đã thực hiện chuyển thể anime và phát sóng tại Nhật Bản từ ngày 07 tháng 7 đến ngày 22 tháng 9 năm 2009.

## Truyền thông

### Manga
Sora no Manimani được viết và minh họa bởi Kashiwabara Mami, đã đăng trên tạp chí Afternoon của Kodansha từ tháng 11 năm 2005 đến tháng 9 năm 2011. Các chương sau đó được tập hợp lại và phát hành thành 10 tankōbon. Tập thứ 10 có phiên bản đặc biệt đính kèm với 88 hình ảnh về các chòm sao cũng như các bản phác thảo nhân vật.
|                               | Ngày phát hành       | ISBN                   |
| ----------------------------- | -------------------- | ---------------------- |
| Sora no Manimani 1            | 23 tháng 6 năm 2006  | ISBN 4-06-314417-8     |
| Sora no Manimani 2            | 22 tháng 12 năm 2006 | ISBN 4-06-314439-9     |
| Sora no Manimani 3            | 23 tháng 7 năm 2007  | ISBN 4-06-314461-5     |
| Sora no Manimani 4            | 21 tháng 3 năm 2008  | ISBN 978-4-06-314495-6 |
| Sora no Manimani 5            | 22 tháng 9 năm 2008  | ISBN 978-4-06-314528-1 |
| Sora no Manimani 6            | 23 tháng 4 năm 2009  | ISBN 978-4-06-314560-1 |
| Sora no Manimani 7            | 20 tháng 11 năm 2009 | ISBN 978-4-06-310607-7 |
| Sora no Manimani 8            | 23 tháng 7 năm 2010  | ISBN 978-4-06-310679-4 |
| Sora no Manimani 9            | 23 tháng 3 năm 2011  | ISBN 978-4-06-310737-1 |
| Sora no Manimani 10           | 23 tháng 9 năm 2011  | ISBN 978-4-06-310777-7 |
| Sora no Manimani 10 Genteiban | 23 tháng 9 năm 2011  | ISBN 978-4-06-362194-5 |

### Anime
Studio Comet đã thực hiện chuyển thể anime và phát sóng tại Nhật Bản từ ngày 07 tháng 7 đến ngày 22 tháng 9 năm 2009 trên kênh AT-X. Takamatsu Shinji nhận phần đạo diễn và viết kịch bản, Watanabe Hajime thì đảm nhận việc thiết kế nhân vật dựa trên các nhân vật của Kashiwabara. Sony Pictures Entertainment đã phát hành bộ anime dưới dạng DVD gồm 6 hộp từ ngày 02 tháng 9 năm 2009 đến ngày 20 tháng 1 năm 2010.

### Âm nhạc
Bộ anime có ba bài hát chủ đề, một mở đầu và hai kết thúc. Bài hát mở đầu có tên Super Noisy Nova do nhóm Sphere trình bày, bài hát này cũng là bài hát kết thúc của tập 12, đĩa đơn chứa bài hát đã phát hành vào ngày 29 tháng 7 năm 2009 với hai phiên bản giới hạn và bình thường, phiên bản giới hạn có đính kèm đĩa chứa đoạn phim trình bày nhạc phẩm. Bài hát kết thúc thứ nhất có tên Hoshikuzu no Surround (星屑のサラウンド) dùng trong hầu hết các tập, bài hát kết thúc thứ hai là bài Yami ni Saku Hoshi no You ni (闇に咲く星のように) dùng trong tập 4, cả hai đều do CooRie trình bày, đĩa đơn chứa hai bài hát đã phát hành vào ngày 26 tháng 8 năm 2009. Album chứa các bản nhạc dùng trong bộ anime đã phát hành vào ngày 07 tháng 10 năm 2009.
Album chứa các bài hát do các nhân vật trình bày cùng các bài hát phụ của bộ anime đã phát hành vào ngày 30 tháng 9 năm 2009.
| Super Noisy Nova | Super Noisy Nova               | Super Noisy Nova |
| STT              | Nhan đề                        | Thời lượng       |
| ---------------- | ------------------------------ | ---------------- |
| 1.               | "Super Noisy Nova"             | 4:26             |
| 2.               | "Dangerous girls"              | 3:58             |
| 3.               | "Super Noisy Nova (off vocal)" | 4:25             |
| 4.               | "Dangerous girls (off vocal)"  | 3:56             |
| Tổng thời lượng: | Tổng thời lượng:               | 16:45            |

| Hoshikuzu no Surround (星屑のサラウンド) | Hoshikuzu no Surround (星屑のサラウンド)                                    | Hoshikuzu no Surround (星屑のサラウンド) |
| STT                                      | Nhan đề                                                                     | Thời lượng                               |
| ---------------------------------------- | --------------------------------------------------------------------------- | ---------------------------------------- |
| 1.                                       | "Hoshizuku no Surround (星屑のサラウンド)"                                  | 4:36                                     |
| 2.                                       | "Yami ni Saku Hoshi no You ni (闇に咲く星のように)"                         | 4:23                                     |
| 3.                                       | "Hoshizuku no Surround (OFF VOCAL) (星屑のサラウンド (OFF VOCAL))"          | 4:36                                     |
| 4.                                       | "Yami ni Saku Hoshi no You ni (OFF VOCAL) (闇に咲く星のように (OFF VOCAL))" | 4:19                                     |
| Tổng thời lượng:                         | Tổng thời lượng:                                                            | 17:54                                    |

| TV Anime "Sora no Manimani" Original Soundtrack (TVアニメ『宙のまにまに』オリジナルサウンドトラック) | TV Anime "Sora no Manimani" Original Soundtrack (TVアニメ『宙のまにまに』オリジナルサウンドトラック) | TV Anime "Sora no Manimani" Original Soundtrack (TVアニメ『宙のまにまに』オリジナルサウンドトラック) |
| STT                                                                                                  | Nhan đề                                                                                              | Thời lượng                                                                                           |
| --- | --- | --- |
| 1.                                                                                                   | "Hoshi no Shizuku ~Sound track version~ (星のしずく ～Sound track version～)"                        | 2:14                                                                                                 |
| 2.                                                                                                   | "Subara Shiki Unmei no Hibiki (素晴らしき運命の響き)"                                                | 1:19                                                                                                 |
| 3.                                                                                                   | "Mahiru no Hoshi (真昼の星)"                                                                         | 1:45                                                                                                 |
| 4.                                                                                                   | "Totsugeki Xylophone (突撃シロホン)"                                                                 | 0:55                                                                                                 |
| 5.                                                                                                   | "Fumin Kyousoukyoku (フーミン協奏曲)"                                                                | 1:28                                                                                                 |
| 6.                                                                                                   | "Nichijou no Shirabe (日常の調べ)"                                                                   | 2:20                                                                                                 |
| 7.                                                                                                   | "Hikari no Asa ~Sound track version~ (光の朝 ～Sound track version～)"                               | 1:56                                                                                                 |
| 8.                                                                                                   | "Shinkokyuu wo Suru Youni (深呼吸をするように)"                                                      | 2:00                                                                                                 |
| 9.                                                                                                   | "Chikutaku Kakurenbo (チクタクかくれんぼ)"                                                           | 1:17                                                                                                 |
| 10.                                                                                                  | "Mie nai Fuan (見えない不安)"                                                                        | 1:55                                                                                                 |
| 11.                                                                                                  | "Piko Piko BOSSA (ピコピコBOSSA)"                                                                    | 1:14                                                                                                 |
| 12.                                                                                                  | "Seishun Monologue (青春モノローグ)"                                                                 | 2:15                                                                                                 |
| 13.                                                                                                  | "Western ni Omoi wo Hasete (ウエスタンに想いを馳せて)"                                               | 1:39                                                                                                 |
| 14.                                                                                                  | "Tenmonbu no Theme (天文部のテーマ)"                                                                 | 1:55                                                                                                 |
| 15.                                                                                                  | "Kimi no Egao, Boku no Omoi, Hirogaru Chuu he (君の笑顔、僕の想い、広がる宙へ)"                      | 2:29                                                                                                 |
| 16.                                                                                                  | "Otokogi Blues (男気ブルース)"                                                                       | 1:48                                                                                                 |
| 17.                                                                                                  | "Otenba Mullet (おてんばマレット)"                                                                   | 1:10                                                                                                 |
| 18.                                                                                                  | "Honwaka Nichijou (ほんわか日常)"                                                                    | 0:35                                                                                                 |
| 19.                                                                                                  | "Omoide Planetarium ~Sound track version~ (想い出プラネタリウム ～Sound track version～)"            | 2:04                                                                                                 |
| 20.                                                                                                  | "Hajimari wa Egao de (始まりは笑顔で)"                                                               | 1:42                                                                                                 |
| 21.                                                                                                  | "Hazumu Omoi (弾む想い)"                                                                             | 1:18                                                                                                 |
| 22.                                                                                                  | "Dotabata Nichojou (ドタバタ日常)"                                                                   | 0:24                                                                                                 |
| 23.                                                                                                  | "Funwari Etude (ふんわりエチュード)"                                                                 | 1:18                                                                                                 |
| 24.                                                                                                  | "Dear Friends"                                                                                       | 2:36                                                                                                 |
| 25.                                                                                                  | "Pizzicato ni Koishiteru (ピチカートに恋してる)"                                                     | 1:16                                                                                                 |
| 26.                                                                                                  | "GIRLY Humming (GIRLYハミング)"                                                                      | 1:27                                                                                                 |
| 27.                                                                                                  | "TORAUMA"                                                                                            | 1:42                                                                                                 |
| 28.                                                                                                  | "Shougeki no Suspense (笑劇のサスペンス)"                                                            | 2:57                                                                                                 |
| 29.                                                                                                  | "Kirameki Harmonics ~Sound track version~ (煌めきHarmonics ～Sound track version～)"                 | 1:49                                                                                                 |
| 30.                                                                                                  | "Samba de Summer (サンバでサマー)"                                                                   | 0:51                                                                                                 |
| 31.                                                                                                  | "TOHOHO"                                                                                             | 0:23                                                                                                 |
| 32.                                                                                                  | "Miwaku no Jikan (魅惑の時間)"                                                                       | 1:39                                                                                                 |
| 33.                                                                                                  | "Comical Skip (コミカルスキップ)"                                                                    | 1:22                                                                                                 |
| 34.                                                                                                  | "Awaku iro duku Youni (淡く色づくように)"                                                            | 1:40                                                                                                 |
| 35.                                                                                                  | "Otome Koi wa Shinan Naka (乙女恋は至難中)"                                                          | 1:15                                                                                                 |
| 36.                                                                                                  | "Okiraku Mullet (お気楽マレット)"                                                                    | 1:28                                                                                                 |
| 37.                                                                                                  | "Setsunasa no Kyoumei (切なさの共鳴)"                                                                | 1:37                                                                                                 |
| 38.                                                                                                  | "Kanade Au Monogatari (奏で合う物語)"                                                                | 2:47                                                                                                 |
| 39.                                                                                                  | "Manten no Sekai (満天の世界)"                                                                       | 3:17                                                                                                 |
| 40.                                                                                                  | "Mihoshi Kara no Oshirase (美星からのお知らせ)"                                                      | 0:17                                                                                                 |
| Tổng thời lượng:                                                                                     | Tổng thời lượng:                                                                                     | 1:05:23                                                                                              |

| Hoshizora to Harmonia (星空とハルモニア) | Hoshizora to Harmonia (星空とハルモニア)                      | Hoshizora to Harmonia (星空とハルモニア) |
| STT                                      | Nhan đề                                                       | Thời lượng                               |
| ---------------------------------------- | ------------------------------------------------------------- | ---------------------------------------- |
| 1.                                       | "Hoshi no Shizuku (Sounyuu Uta) (星のしずく (挿入歌))"        | 3:18                                     |
| 2.                                       | "Spring: Haru no Seiza (Spring:春の星座)"                     | 2:47                                     |
| 3.                                       | "Tokimeki Za Ryuuseigun ☆(トキメキ座流星群☆)"                 | 4:21                                     |
| 4.                                       | "Summer: Natsu no Seiza (Summer:夏の星座)"                    | 2:04                                     |
| 5.                                       | "Kimi to Mirai Kansoku (キミと未来観測)"                      | 4:14                                     |
| 6.                                       | "Hikari no Asa (光の朝)"                                      | 3:13                                     |
| 7.                                       | "Kirameki Harmonics (Sounyuu Uta) (煌めきHarmonics (挿入歌))" | 3:13                                     |
| 8.                                       | "Autumn: Aki no Seiza (Autumn:秋の星座)"                      | 1:59                                     |
| 9.                                       | "Dive to the sky"                                             | 3:42                                     |
| 10.                                      | "Winter: Fuyu no Seiza (Winter:冬の星座)"                     | 2:28                                     |
| 11.                                      | "Kimi ga iru Monogatari (君がいる物語)"                       | 4:39                                     |
| 12.                                      | "Omoide Planetarium (想い出プラネタリウム)"                   | 2:36                                     |
| Tổng thời lượng:                         | Tổng thời lượng:                                              | 38:34                                    |